# Trauma Team
Trauma Team, conocido en Japón como Hospital: 6 Doctores (HOSPITAL.: 6人の医師Hospital: 6 Doctores?), es un videojuego de simulación médica para la consola Wii. Desarrollado y editado por la compañía Atlus, es el quinto juego de la saga Trauma Center.  El juego fue estrenado en Estados Unidos el 18 de mayo de 2010 y en Japón el 17 de octubre de 2010.
Trauma team incluye un rango de procedimientos médicos incluyendo trabajo paramédico, diagnóstico y forense, cada uno realizado por uno de los seis protagonistas del juego. La historia del juego es contada inicialmente por seis hilos narrativos para cada personaje. La rosca converge, como el conflicto principal crece, que involucra el esfuerzo del equipo para tratar y erradicar el virus ficcional Rosalia, una enfermedad peligrosa que incita una intensa fiebre hemorrágica viral en sus víctimas.
En agosto de 2015, el juego es relanzado en Japón para la Wii U a través del servicio digital Nintendo eShop, convirtiéndose así en el primer título third-party de Wii en llegar a esa consola; mientras que en diciembre del mismo año, el título llega a Norteamérica mediante el mismo servicio.

## Desarrollo
El juego fue desvelado por Atlus el 29 de mayo de 2009. Poco después fue presentado al público a lo largo del E3 de ese mismo año. 
El juego usa programación modificada del motor de secuela de comandos de Shin Megami Tensei III Nocturne y las porciones de cirugía del juego son completamente diferentes de los últimos juegos de Trauma Center.
Además el juego originalmente tuvo demasiado espacio de disco y tuvo demasiado tiempo de carga, que fueron corregidos durante el desarrollo.

## Trama
La mayoría de la trama de Trauma Team, se desarrolla en el hospital ficticio "Resurgam", en Portland, y la historia es contada a través de escenas cortadas que delimitan cada nivel, estilizada en forma de novela gráfica. Trauma Team, inicialmente, es dividida entre 6 tramas diferentes, cada una en relación con cada personaje. Cada personaje trata de sus problemas personales, historias pasadas así como desarrollan sus rutinas cotidianas. En particular, CR-S01, un cirujano amnésico altamente calificado, condenado por un asesinato masivo que ocurrió 8 años antes de la historia. 
Se le da la oportunidad de reducir su sentencia, al hacer una cirugía en el centro médico.
Y la de Naomi Kimishima, que fue diagnosticada con una enfermedad terminal no especificada, desarrolla una amistad muy cercana con una joven llamada Alyssa. Mientras que los casos médicos que los personajes tratan son normales al inicio del juego, se encuentran casos alarmantes e inusuales, incluyendo pacientres que muestran síntomas de fiebres contagiosas, vomitando sangre e inestabilidad mental. Asociaciones con el nombre "Rosalia" también se manifiestan. 
Cuando el jugador completa las seis tramas, la historia converge en una sola trama, que forma parte de la segunda parte del juego.
La escena que inicia la segunda mitad del juego, muestra una mujer que colapsa súbitamente en una estación del tren, una hemorragia en los ojos y boca. Cuando María Torrez, la médica de emergencia, trata de estabilizar a la paciente, muchos personajes en la escena comienzan a experimentar ataques similares. Estalla una epidemia  y Resurgam se llena de pacientes.
Gabriel Cunningham, el médico de diagnóstico, diagnostica que los pacientes tienen fiebre hemorrágica viral. Una cuarentena es establecida como un esfuerzo para frenar la epidemia, pero falla al llegar más casos de la enfermedad al centro médico. CR- SO1 escapa de prisión, después de que los guardias se contagian de la enfermedad, y se dirige hacia un hospital cercano. María ayuda a CR- SO1 a operar en los pacientes enfermos. Al fin de la cirugía CR- S01 se desmaya, y después de despertar, relata que sus recuerdos han vuelto a su mente
El asesinato, por el cual fue condenado CR- SO1, se revela que fue obra de Albert Sartre, un profesor médico y padre adoptivo de CR- S01, desapareció poco después del accidente. Albert estaba investigando un virus recientemente descubierto, el patógeno responsable por el asesinato en masa y el brote actual, que creía que podía ser desarrollado para curar todas las enfermedades. Debido a que el virus fue descubierto en su huésped natural, en la hermana adoptiva de CR- S01, Rosalia Rosellini, el virus se llamó "Virus Rosalia". CR- SO1 afirma que para encontrar la cura del virus, deben encontrar a Rosalia en México, tomando un cultivo de sangre. Se descubre que Albert murió del virus Rosalia, después de que Naomi y Gabriel reconstruyeron y examinaron el cadáver, que fue hallado en un área remota y puesto bajo custodia del Gobierno.
María y Naomi viajan a México para encontrar a Rosalia. Se encuentra una choza donde Albert y Rosalia habían vivido, y encuentran el cadáver perfectamente conservado de Rosalia en un campo de flores Asclepias. Naomi examina la escena y determina que Albert se dio cuenta de los peligros del virus y asesinó a Rosalia, para prevenir una epidemia. Sin embargo, la sangre infectada de Rosalia, cayó en el suelo y fue absorbida por las flores asclepias, volviéndolas azules. Las mariposas monarcas que se alimentaron de las asclepias se convirtieron en el vector de contagio del virus, al migrar a Portland. Aunque la sangre de Rosalia, se volvió inutilizable, se desarrolla un antídoto de las Asclepias azules. 
Regresan a Resurgam y Tomoe Tachibana, la cirujana endóscopa, es capaz de administrar el antídoto y tratar con éxito el virus Rosalia.
Poco después, Naomi se desmaya, un diagnóstico revela que fue infectada con el virus Rosalia, este, muto combinandose con su enfermedad terminal, obligando a CR-S01 a operar en ella para salvarla, al final de la operación, en conjunto con la erradicacion del virus Rosalia, se erradica la enfermedad terminal de Naomi, después de estos hechos, Gabriel le agradece a CR-S01 (el jugador) por todo. Dando paso al epílogo del juego.

## Argumento y modos de juego

### Cirugía - CR-S01
Este es el modo clásico que se usó en Trauma Center: Second Opinion y en Trauma Center: New Blood. En este modo, se maneja al prisionero CR-S01, quien fue condenado por un crimen que cometió su padre adoptivo: Albert Sartre; crear un virus mortal que estaba alojado en el cuerpo de su hija adoptiva: Rosalia Rosellini y accidentalmente liberarlo, creando una pandemia en el Instituto de Cumberland. CR-S01 fue culpado, y sentenciado a pena de muerte, pero luego su veredicto cambió, y fue sentenciado a 250 años de prisión. Un agente del FBI, Ian Holden, le propuso un trato: Por cada operación que CR-S01 hiciera exitosamente en el Centro Médico Resurgam, se le rebajarían 5 años de prisión. La historia de CR-S01 termina cuando intenta escapar de Holden para operar a Alyssa Breslin, una niña que fue víctima de una explosión. CR-S01 logra terminar la operación, y luego es encarcelado de nuevo. Según Atlus, el verdadero nombre de CR-S01, es Erhard Muller.
Este modo es el que se ha usado en toda la saga, por lo que se emplean las mismas 8 herramientas: gel antibiótico, jeringa, suturas, drenaje, láser, ultrasonido, bisturí y fórceps, pero con cambios menores, como el hecho de que ninguna herramienta se va a "poner roja" por exceso de uso. Además de estas 8 herramientas, es posible utilizar vendas, desfibrilador, diferentes medicamentos y antígenos, e incluso un cortador hidráulico.

### Primeros auxilios - María Torres
Es parecido al modo de cirugía, solo que las cosas transcurren con mayor velocidad, y se trabaja con múltiples víctimas. En este capítulo, el personaje principal es la Doctora María Torres, una chica muy egoísta, que cree que todo lo puede hacer por sí misma, y que la ayuda de otra gente es algo que no necesita. Ella es una huérfana. A la edad de los 8 años, causó un incendio en el orfanato donde vivía, y allí despertó su instinto de heroína. Sólo pudo salvar a una pequeña niña: Rosalia Rosellini, a quien jamás volvió a ver.
A lo largo de su capítulo, María va a ver el fantasma de Rosalia, tratando de advertirle sobre un "Comienzo". En la última operación de su capítulo, María se da cuenta de que tratar a más de 10 pacientes a punto de morir al mismo tiempo, no es cosa fácil. Decide tragarse su orgullo, y empieza a coordinar a todos los equipos, al mismo tiempo que pide ayuda para sacar a los pacientes estabilizados.
En este modo, se usan 4 herramientas muy básicas, que son los fórceps, el gel antibiótico, la jeringa y cinta. Dependiendo de la situación, también pueden aparecer otras herramientas, como lo son las gazas, las transfusiones de sangre, los inmovilizadores de extremidades, cortadores de cajas, bolígrafos, equipo de intubación, técnicas de reanimación y desfibrilador. Incluso el cortador hidráulico.
La meta de este modo de juego, es estabilizar a todos los pacientes para que sean transportados al hospital. Lo importante es vigilar las constantes de cada uno, ya que si llegan a 0, el paciente morirá, pero la operación no terminará, ya que pueden morir 1 o 2 pacientes en cada nivel.

### Ortopedia - Hank Freebird
El cirujano ortopédico Hank Freebird, realiza reparaciones óseas. Por la delicada naturaleza del procedimiento, el medidor de vitales cambia por un contador de límite de error, que al cometer demasiados errores, el jugador pierde. Cada herramienta se da cuando se necesita, de esta manera no hay que cambiar entre herramientas. En el multijugador, cada jugador es responsable de una parte del procedimiento, o hasta que el jugador cometa un error.

### Endoscopia - Tomoe Tachibana
Aquí el jugador controla el endoscopio para llegar a lugares normalmente inaccesibles dentro del cuerpo y realizar operaciones ahí. El endoscopio mismo está equipado con múltiples herramientas y una lámpara, así como también un radar para poder localizar las anormalidades que no están a la vista.
En el multijugador, un jugador controla el endoscopio y las herramientas mientras que el otro maneja la luz, mientras que cada cierto tiempo se alternan posiciones.

### Diagnóstico - Gabriel Cunningham
Este modo, junto al de forense, es más pasivo y se toma más tiempo que los otros. Aquí el jugador debe obtener pistas para poder detectar la anomalía en el paciente, ya sea esto a través de pruebas de laboratorio, o examinando físicamente al paciente, electrocardiogramas, auscultación, tomografía computarizadao preguntándole al paciente mismo, si es que éste está dispuesto a cooperar. Al tener una lista de síntomas, se revisan posibles enfermedades que tienen los síntomas mostrados para poder llegar a un diagnóstico o ver si se necesitan más pruebas para verificar el candidato más probable. El juego termina al cometer varios errores, aunque ya que cada caso tiene mucha duración, se puede hacer un guardado rápido.
No hay modo co-operativo en este modo, ni diferentes dificultades.

### Forense - Naomi Kimishima
En el pasado era una excelente doctora, pero debido a una enfermedad decidió dejar su profesión. En un momento del juego conoce a una chica pequeña llamada Alyssa. Poco después en un caso Naomi recibe un oso de peluche (que dentro tenía una bomba), Naomi sospechó de la persona que le entregó el paquete (porque tenía pólvora en las manos) después de reflexionar unos segundos se da cuenta de lo que era el oso, cuando ve el paquete el oso no estaba porque se lo había llevado Alyssa antes de que fuera por ella el oso explota, Naomi intenta salvar a Alyssa pero un joven la detiene.
Hablando de su profesión de forense, debe resolver un caso usando una serie de pistas para descubrir como fue asesinada una persona. Cada caso inicia con las últimas palabras de la víctima, que son escuchados por Naomi a través de su móvil. El juego se desarrolla en la morgue, revisando el cuerpo de la víctima o sus pertenencias, en la escena del crimen o en la oficina de Naomi, donde también se desarrollan enlaces entre los diferentes factores con la ayuda de Little Guy, un agente del FBI que ayuda a Naomi. Aquí el jugador pierde al no relacionar adecuadamente los hechos cuando Naomi se hace preguntas sobre los hechos.
No hay modo co-operativo en este modo, ni diferentes dificultades.

## Recepción del juego
Trauma Team recibió críticas generalmente favorables, obteniendo las puntuaciones totales de 82% de Metacritic y 81,18% de Gamerankings
GamesRadar dio al juego una puntuación de 8/10. GameTrailers dio el juego 8.3.
Steven Hopper, de GameZone dio al juego una puntuación de 8/10. "Trauma Team es una buena adición a la franquicia, ofreciendo un cambio a la narrativa y algunas nuevas características de juego para ayudar a los que se destacan en contra de sus predecesores. Sin embargo, los cambios en la cirugía no son muy importantes y algunos de los elementos pueden ser tediosos y repetitivos ". 
Stephen Totilo de Kotaku hizo un artículo muy positivo señalando que "Trauma Team espera a ser una secuela un poco cansado, la quinta parte de algo que seguramente se le pidió a todos sus mejores ideas a estas alturas ", pero concluyó en última instancia, que el juego "debe estar en las mejores listas de juegos de Wii".

## Banda sonora
La banda sonora fue publicada en 2 discos, los cuales fueron lanzados el 23 de septiembre del año 2010, conteniendo 76 canciones entre ambos discos. La composición de las pistas estuvo a cargo de Atsuki Kitajoh , Ryota Koduka, y Shoji Meguro, su tema principal es titulado como "Gonna Be Here", una composición realizada por Benjamin Franklin. Cada melodía fue publicada por 5bp.